# Andrea Gasbarroni
Andrea Gasbarroni, född den 6 augusti 1981 i Turin, Italien, är en italiensk fotbollsspelare. Vid fotbollsturneringen under OS 2004 i Aten deltog han i det italienska U23-laget som tog brons. 